# Green Lanther
Hal Jordan, također poznat kao Green Lantern, je izmišljen superheroj koji se pojavljuje u američkim stripovima koje je objavio DC Comics. Lik je stvoren 1959. godine od strane pisaca John Broome i umjetnika Gil Kane, a prvi put se pojavio u Showcase # 22 (listopad 1959.). Hal Jordan je reinvention prethodnog Green Lantern koji se pojavio u stripovima 1940-ih kao lik Alana Scotta.
Hal Jordan je pilot borca, član i povremeno vođa međugalaktičke policijske snage zvane Green Corps lantern, kao i član utemeljitelj Justice League, DC-ove vodeće superherojke, uz poznate heroje kao što su Batman, Superman, i Wonder Woman. Bori se zlom po svemiru prstenom koji mu daje razne supersile, no obično se prikazuje kao jedan od zaštitnika sektora 2814, koji je sektor u kojem Zemlja živi. Njegove su snage proizašle iz njegovog moćnog prstena i baterije Green Lantern koji u rukama nekoga sposobnog prevladavanja velikog straha omogućava korisniku da kanalizira njihovu moć volje u stvaranju svih vrsta fantastičnih konstrukata. Jordan koristi ovu moć letjeti, čak i kroz vakuum prostora; stvoriti štitove, mačeve i lasere; i izgraditi njegovu odjeću Green Lantern, koja štiti njegov tajni identitet u svom civilnom životu na Zemlji. Jordan i sve ostale zelene svjetiljke nadgledaju i osnažuju tajanstveni Čuvari svemira koji su bili razvijeni iz urednika ideja Julius Schwartz i Broome koji su izvorno bili zamišljeni prije nekoliko godina u priči s kapetanom Comet u čudnim avanturama # 22 (srpanj 1952.) "Čuvari satnog svemira".